# Lycenchelys kolthoffi
Lycenchelys kolthoffi es una especie de pez de la familia de los Zoarcidae en el orden de los perciformes.

## Morfología
- Los machos pueden llegar a alcanzar los 23,2 cm de longitud total.[1][2]

## Alimentación
Come Almejas.

## Hábitat
Es un pez de mar y de aguas profundas que vive entre 202-930 m de profundidad.

## Distribución geográfica
Se encuentra en el Canadá., Groenlandia, Islandia, Rusia y Noruega (Svalbard).

## Costumbres
Es de costumbres bentos.

## Observaciones
Es inofensivo para los humanos.